# 綠的海平線
《綠的海平線》是2006年上映的臺灣紀錄片，郭亮吟導演。紀錄太平洋戰爭末期，日本募集臺灣少年前往日本海軍工廠生產軍用飛機。影片透過大量史料、影片檔案，及數十位當事人的第一手訪談來重現歷史。臺灣少年工大多數在神奈川縣大和市高座海軍工廠，其他則分散在各工廠實習工作。日本上映譯名為。2007年2月2日在公視主頻《紀錄觀點》首播。

## 獎項
- 2009年，電影旬報第82回文化電影類「年度評選」（日本）
- 2008年，文化廳映画賞文化・記錄映畫部門「首獎」（日本）
- 2008年，行政院新聞局第三十屆金穗獎首獎（臺灣）
- 2008年，湯布院文化・記錄映畫祭「松川賞」首獎・「觀眾票選最佳影片獎」（日本）
- 2007年，行政院文化建設委員會地方誌影展「紀錄片優選獎」（臺灣）
- 2006年，臺北電影節「評審團特別獎」（臺灣）
- 2006年，南方影展「最佳紀錄片獎」（臺灣）
- 2006年，臺灣國際女性影展「臺灣焦點」單元（臺灣）

## 外部連結
- 綠的海平線 - Quiet Summer Official Website （页面存档备份，存于）
- 開眼電影網上《綠的海平線》的資料（繁體中文）
- 时光网上《綠的海平線》的資料（简体中文）
- 豆瓣电影上《綠的海平線》的資料 （简体中文）

## 延伸閱讀
- 大眾時代 - 台灣少年工的故事：郭亮吟專訪 （页面存档备份，存于）
- 電影‧人生‧夢: 生命裡的認同─《綠的海平線》 （页面存档备份，存于）